# تپه قلعه شاه دزد ۱
تپه قلعه شاه دزد ۱ مربوط به عصر آهن دو است و در شهرستان نوشهر، بخش کجور، روستای کجور واقع شده و این اثر در تاریخ ۱۰ خرداد ۱۳۸۲ با شمارهٔ ثبت ۸۷۸۶ به‌عنوان یکی از آثار ملی ایران به ثبت رسیده است.